# Louis-de-Gonzague Langevin
Pour les articles homonymes, voir Langevin.
Louis-de-Gonzague Langevin, né le 31 octobre 1921 à Oka (Québec) et mort le 21 juillet 2003 à Saint-Hyacinthe (Québec), est un prélat québécois, dixième évêque de Saint-Hyacinthe de 1979 à 1998.

## Biographie

### Formation
Fils d'Irène LaRocque et d'Eugène Langevin, Louis-de-Gonzague naît le 31 octobre 1921. Il fait ses études classiques au Collège de Montréal de 1936 à 1942 puis ses études en philosophie au Séminaire de Philosophie de Montréal, de 1942 à 1944. De 1946 à 1950 et entreprend des études théologiques au Scolasticat des Pères Blancs à Ottawa. Il est ordonné prêtre le 2 février 1950 par Mgr Alexandre Vachon. D'abord supérieur adjoint et professeur au noviciat des Pères Blancs de 1950 à 1954, il poursuit ensuite des études à Rome où il obtient sa licence en théologie de l'Université Grégorienne en 1955 et une licence en Écriture Sainte de l'Institut biblique en 1957.

### Ministères
Il occupe successivement les postes de missionnaire en Ouganda de 1957 à 1960, animateur missionnaire dans les collèges au Canada de 1960 à 1961, supérieur provincial des pères Blancs au Canada entre 1961 et 1971 et enfin directeur de l'Office des Missions à la Conférence des évêques catholiques du Canada de 1971 à 1974.
Le 9 août 1974, il est élu évêque titulaire de Rossmarkaeum (de) et auxiliaire de Saint-Hyacinthe, il reçoit la consécration épiscopale le 23 septembre de la part de Mgr Guido Del Mestri en la cathédrale de Saint-Hyacinthe. Le 8 août 1979, il succède à Mgr Albert Sanschagrin et devient évêque de Saint-Hyacinthe.
Lors de son épiscopat, Mgr Langevin,met en place le Centre de formation pour les agents et agentes de pastorale ; en collaboration avec les autorités du Séminaire, un Centre de santé pour les prêtres du diocèse et le Bureau de Pastorale d'Ensemble sur lequel siègeront des représentants des diverses régions pastorales du diocèse. 
En 1996, à 75 ans, Mgr Langevin présente sa démission au pape Jean-Paul II comme le dicte le code de Droit canonique. Ce dernier lui demande de rester à la tête de l'Église de Saint-Hyacinthe jusqu'à ce qu'un successeur lui soit désigné. Finalement, le 7 avril 1998, l'abbé François Lapierre, prêtre de la Société des missions étrangères est élu. Mgr Louis-de-Gonzague Langevin devient alors administrateur du diocèse de Saint-Hyacinthe jusqu'à la consécration du nouvel évêque, le 16 juin 1998. 
Il se retire au séminaire de Saint-Hyacinthe et décède le 21 juillet 2003.